# ساندرا ديمبسي
ساندرا ديمبسي هي كاتِبة وكاتبة مسرحية كندية، ولدت في 1956.